# Miguel Gómez de Silva
Miguel Gómez de Silva y Morales (La Serena, 1594-Santiago de Chile, 23 de mayo de 1668) fue un funcionario chileno al servicio de la corona española. A principios de 1668 reinó transición como gobernador de Chile siendo uno de los tres criollos chilenos (los otros fueron Diego González Montero y Mateo de Toro y Zambrano) que obtuvo el más alto cargo del país durante la colonia.

## Biografía
Gómez de Silva nació en La Serena siendo hijo de Miguel Gómez de Silva Manríquez y su esposa Isabel Sánchez de Morales. Acompañó a su padre en la guerra de la Araucanía contra los rebeldes mapuche. Entre 1629 y 1632 fue designado Alcalde Ordinario de Santiago. En 1645 ofició como Corregidor de la Corte Justicia Mayor y jefe de policía de la Real Audiencia de Chile, la más alta autoridad de la administración colonial. En 1655 se convirtió en Maestre de Campo, luego sería nombrado Gobernador de Arauco.
En su primer matrimonio con Catalina Verdugo de la Vega originaria de Osorno, tuvo diez hijos. Después de la muerte de su esposa se casó con Isabel de la Torre, una sobrina del juez Machado con la cual tuvo seis hijos.
Hacia fines de 1667, El gobernador de Chile era Francisco de Meneses Brito, pero en Perú al nuevo virrey, Pedro Antonio Fernández, Conde de Lemos, llegaban numerosas quejas y acusaciones en contra de su administración. En noviembre de ese año el virrey Fernández decidió deponer al gobernador Meneses y poner en su lugar a Diego Dávila Coello y Pacheco, Marqués de Navalmorquende.
Cuando la noticia llegó a Chile en enero de 1668, Meneses huyó de la oficina y se escondió - probablemente por temor a tener que responder ante el tribunal.
En su papel como Maestre de Campo, Gómez tomó el cargo temporalmente de la administración del país durante unas semanas, a pesar de que su salud ya se encontraba muy debilitada. Decisiones importantes no se registran, pero fue Miguel Gómez de Silva quien dio la bienvenida al nuevo gobernador Diego Dávila Coello en marzo de 1668. Gómez de Silva fallecería en mayo de 1668 con la particularidad de haber sido uno de los dos Gobernadores de Chile en su historia colonial, aunque de modo interino, nacidos en territorio chileno.